# Clinitrachus argentatus
Clinitrachus argentatus är en fiskart som först beskrevs av Risso, 1810.  Clinitrachus argentatus ingår i släktet Clinitrachus och familjen Clinidae. Inga underarter finns listade i Catalogue of Life.